# Rue de l'Arbre-Sec
Rue de l'Arbre-Sec är en gata i Quartier Saint-Germain-l'Auxerrois och Quartier des Halles i Paris första arrondissement. Gatan börjar vid Rue des Prêtres-Saint-Germain-l'Auxerrois och Place de l'École 4 och slutar vid Rue Saint-Honoré 109.
Det finns flera teorier bakom gatans namn. Enligt en teori syftar gatans namn, "det förtorkade trädets gata", på en butiksskylt som visade ett förtorkat träd utan löv. Enligt en annan åsyftar namnet en steglingspåle som stod på den närbelägna Place de la Croix-du-Trahoir. En tredje teori gör gällande att gatans namn kommer av Rue de l'Arbre-Sel, vilket var dess namn under 1200-talet. En ek vid denna gata ska en vintermorgon ha varit helt täckt av frost, vilket enligt uppgift gav intryck av att eken var täckt av salt (franska: sel).

## Bilder
| - Gatuskylt. - Rue de l'Arbre-Sec på en karta från 1700-talet. - Maskaron vid Rue de l'Arbre-Sec 52. - Fontaine de la Croix-du-Trahoir. |

## Omgivningar
- Saint-Germain-l'Auxerrois
- Louvren
- Impasse des Provençaux
- Rue Baillet
- Rue de la Monnaie
- Rue des Prêtres-Saint-Germain-l'Auxerrois
- Place de l'École
- Fontaine de la Croix-du-Trahoir